# Poliendocrinopatía autoinmune tipo 1
La poliendocrinopatía autoinmune tipo 1 es una rara enfermedad de origen genético. Recibe también el nombre de APECED (Poliendocrinopatía autoinmune-candidiasis-distrofia ectodérmica), siendo esta palabra un acrónimo formado por las iniciales en inglés de los principales síntomas. Es un subtipo del síndrome poliglandular autoinmune más frecuente entre la población de Finlandia que en otras partes del mundo, por lo que se incluye en el grupo de trastornos conocidas como enfermedades de herencia finlandesa.

## Genética
Se hereda según un patrón autosómico recesivo. La anomalía genética se ha localizado en el gen AIRE localizado en el cromosoma 21. Este gen regulador de la autoinmunidad confiere en condiciones normales tolerancia a los tejidos propios y actúa como inhibidor de la respuesta autoinmune.

## Síntomas
Las manifestaciones se inician en la infancia en forma de infección por hongos del género cándida (candidiasis) que afecta sobre todo a la mucosa bucal y uñas. Más tarde aparece una respuesta de autoinmunidad que impide la correcta función de varias glándulas endocrinas y provoca hipoparatiroidismo, insuficiencia suprarrenal y enfermedad de Adisson, más raramente insuficiencia ovárica, tiroiditis autoinmune y diabetes mellitus.